# Banu Àmir
Els Banu Amir són una tribu nòmada d'Eritrea que viuen a la part propera al Sudan. Estan dividits en 17 fraccions algunes de llengua bedja i altres de llengua tigré. L'ancestre comú seria Amur, unes tretze generacions enrere. La casta governant són els nabtab i la resta són anomenats hedareb (serfs), casta formada per antics esclaus o per gent sotmesa voluntàriament.